# 高市乡 (青田县)
高市乡位于青田县西北部，坐落在瓯江南岸，距青田城区30公里，距丽水市约40公里，拥有330国道、金丽温高速公路和金温铁路等交通干线。高市乡面积50多平方公里，辖9个行政村，人口6000多。该乡拥有极多的旅游资源，文化底蕴十分深厚，有著名的国家森林公园石门洞景区，还有刘基读书处、陈诚故居等一批名仕贤达的遗址。

## 行政区划
鹤城街道下辖以下地区：
东三村、西圩村、高湖村、桐川村、角坑村、旦头山村、良川村、内冯村、外冯村和五源山村。